# Guillaume Lopez (football)
Pour les articles homonymes, voir Guillaume Lopez et Lopez.
Guillaume Lopez, né le 30 janvier 1999 à Toulon, est un footballeur international andorran qui évolue au poste d'avant-centre à l'Inter Escaldes.

## Biographie
En juillet 2024, libre de tout contrat, Lopez signe à l'Inter Escaldes. Il joue les qualifications pour la Ligue Conférence 2024-2025,. 

### Parcours en sélection nationale (2025-)
Après plusieurs saisons passées dans le championnat andorran, Lopez obtient la nationalité andorrane ce qui lui permet d’être convoqué pour la première fois en équipe d'Andorre. Le 24 mars 2025, il fait ses débuts avec l'équipe nationale contre l'Albanie dans le cadre des qualifications pour la coupe du monde 2026,.

## Statistiques
| Saison                | Club                  | Championnat           | Championnat | Championnat | Championnat | Coupe(s) nationale(s) | Coupe(s) nationale(s) | Coupe(s) nationale(s) | Supercoupe | Supercoupe | Supercoupe | Compétition(s) continentale(s) | Compétition(s) continentale(s) | Compétition(s) continentale(s) | Compétition(s) continentale(s) | Play-offs | Play-offs | Play-offs | Andorre | Andorre | Andorre | Total | Total | Total |
| Saison                | Club                  | Division              | M.          | B.          | P.d.        | M.                    | B.                    | P.d.                  | M.         | B.         | P.d.       | Comp.                          | M.                             | B.                             | P.d.                           | M.        | B.        | P.d.      | M.      | B.      | P.d.    | M.    | B.    | P.d.  |
| 2020-2021             | UE Engordany          | Primera Divisió       | 14          | 11          | 1           | 1                     | 0                     | 0                     | 0          | 0          | 0          | C3                             | 1                              | 0                              | 0                              | 4         | 5         | 2         | 0       | 0       | 0       | 20    | 16    | 3     |
| Sous-total            | Sous-total            | Sous-total            | 14          | 11          | 1           | 1                     | 0                     | 0                     | -          | -          | -          | -                              | 1                              | 0                              | 0                              | 4         | 5         | 2         | -       | -       | -       | 20    | 16    | 3     |
| 2021-2022             | Santa Coloma          | Primera Divisió       | 17          | 12          | 2           | 1                     | 0                     | 0                     | 0          | 0          | 0          | C4                             | 4                              | 2                              | 0                              | 5         | 8         | 0         | -       | -       | -       | 27    | 22    | 2     |
| Sous-total            | Sous-total            | Sous-total            | 17          | 12          | 2           | 1                     | 0                     | 0                     | -          | -          | -          | -                              | 4                              | 2                              | 0                              | 5         | 8         | 0         | -       | -       | -       | 27    | 22    | 2     |
| 2022-2023             | AC Escaldes           | Primera Divisió       | 26          | 15          | 6           | 0                     | 0                     | 0                     | 0          | 0          | 0          | C4                             | 2                              | 1                              | 0                              | -         | -         | -         | -       | -       | -       | 28    | 16    | 6     |
| 2023-2024             | AC Escaldes           | Primera Divisió       | 25          | 20          | 9           | 2                     | 1                     | 0                     | 1          | 0          | 0          | C1+C4                          | 1+2                            | 0+1                            | 0+0                            | -         | -         | -         | -       | -       | -       | 31    | 22    | 9     |
| Sous-total            | Sous-total            | Sous-total            | 51          | 35          | 15          | 2                     | 1                     | 0                     | 0          | 0          | -          | -                              | 5                              | 1                              | 0                              | -         | -         | -         | -       | -       | -       | 58    | 37    | 15    |
| 2024-2025             | Inter Escaldes        | Primera Divisió       | 14          | 12          | 3           | 2                     | 1                     | 0                     | 0          | 0          | 0          | C4                             | 4                              | 2                              | 0                              | -         | -         | -         | 1       | 0       | 0       | 21    | 15    | 3     |
| Total sur la carrière | Total sur la carrière | Total sur la carrière | 96          | 70          | 21          | 6                     | 2                     | 0                     | 1          | 0          | 0          | -                              | 14                             | 6                              | 0                              | 9         | 13        | 2         | 1       | 0       | 0       | 127   | 91    | 23    |

## Palmarès
| Inter Escaldes                                  |
| ----------------------------------------------- |
| - Championnat d’Andorre (1) : - Champion : 2023 |

### Distinctions personnelles
- Meilleur buteur de Primera Divisió : 2021, 2022, 2023 et 2024.